# Nick McDonell
Nick McDonell (* 18. Februar 1984 in New York) ist ein US-amerikanischer Schriftsteller. McDonell wurde durch seinen im Jahre 2002 erschienenen, teils autobiographischen Roman Zwölf (engl. Twelve) international bekannt.

## Leben
Nick McDonell wuchs in seiner Geburtsstadt New York City auf, ging dort auf die Buckley School und die Riverdale Country School und absolvierte im Januar 2007 das Harvard College, wo er Literatur studierte. Im Juni 2012 erhielt er einen Abschluss für Internationale Journalistik am St. Antony College Oxford.
Seine Mutter, Joanie, ist Schriftstellerin, und sein Vater, Terry McDonell, ist geschäftsführender Redakteur der Zeitschrift Sports Illustrated. Sein Bruder ist der Schauspieler Thomas McDonell.
McDonell schrieb seinen ersten, zum Teil autobiografischen Roman Zwölf als 17-Jähriger während seiner Sommerferien. Dass er ihn als Jugendlicher veröffentlichen konnte, verdankt er den Kontakten seines Vaters, der selbst in der Branche arbeitet. Das Buch wurde in mehr als zehn Sprachen übersetzt. Eine Verfilmung mit Chace Crawford in der Hauptrolle und Rapper 50 Cent in einer Nebenrolle erschien 2010.
Die englischsprachige Ausgabe seines zweiten Romans The Third Brother wurde im September 2005 veröffentlicht; die deutsche Übersetzung Der dritte Bruder erschien im Jahre 2006. Auch sein dritter Roman Ein hoher Preis (An Expensive Education) erschien als deutsche Übersetzung, wie auch der vierte, Das Ende aller Kampfhandlungen (An Expensive Education).
Mittlerweile arbeitet Nick McDonell als Journalist und berichtet aus dem Sudan und Irak.

## Werke

### Zwölf

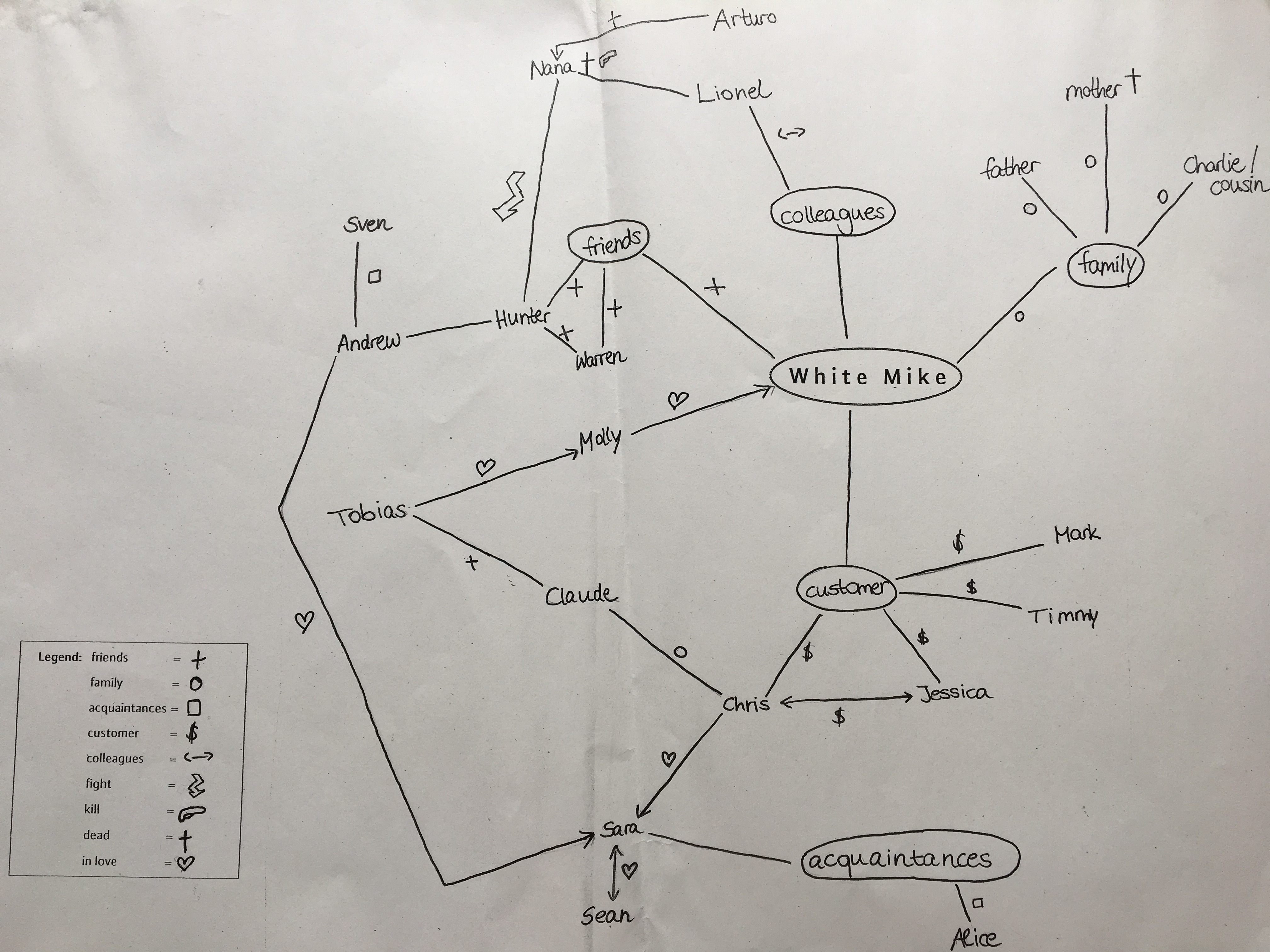
Charaktere des Romans Zwölf

Zwölf (Originaltitel: Twelve) ist McDonells erstes Buch und handelt von der Upper-Class New Yorks.
White Mike (Hauptperson) ist seit sechs Monaten mit der Schule fertig und macht ein Jahr Pause, bevor er aufs College geht. Er lebt nun in Manhattan und arbeitet dort als erfolgreicher Drogendealer, ist aber selbst sauber. Er raucht nicht, trinkt nicht und kifft nicht.
Sein Vater arbeitet hart und ist sehr reich, allerdings hat er nie Zeit für seinen Sohn und kann ihm außer dem vielen Geld nichts bieten. Nach dem Tod seiner Mutter verliert White Mike seine Ziele und Zukunftspläne aus den Augen.
Unkommentiert führt er uns durch eine 5-tägige Odyssee, die den 5 Akten eines klassischen Dramas entspricht, in die New Yorker Upper-Class, begleitet von unsicheren, orientierungslosen Highschool-Schülern, die in den Schulferien gegen die Langeweile kämpfen und dabei auf der Suche nach immer größeren Kicks in der Drogenwelt sind.
Nach Weihnachten haben alle Jugendlichen der 5th Avenue die „Liebe“ ihrer Eltern durch reichlich Geld zu spüren bekommen und feiern in den Villen ihrer Eltern, die während dessen auf Geschäftsreise sind, wilde Drogen- und Sex-Partys. White Mike ist also in seiner Hauptgeschäftszeit. Er begegnet dabei u. a. einem Freund aus Kindertagen, Chris, der sich von der beliebten und schönen Sara ausnutzen lässt, und Jessica, die auf dem Weg ist, ihre Drogenkarriere zu starten. Alle parallel laufenden Stränge laufen im atemberaubenden Finale, einer riesigen, sehr überraschend endenden Silvesterparty, zusammen.

### Hintergrund
Zwölf ist der Name einer kokainhaltigen Droge, die über das Schicksal eines jungen Mädchens in diesem Buch entscheidet: Jessica gerät mehr und mehr auf die schiefe Bahn, um an die Droge zu gelangen. Das Buch wird in einem rasanten Tempo aus der Perspektive des Protagonisten, White Mike, erzählt. White Mike ist Drogendealer, verkauft allerdings meist nur schwächere Drogen wie Haschisch. Der Roman liefert Einblicke eines Insiders in die Welt der New Yorker Upper-class, welche doch nicht so schillernd ist, wie sie von außen erscheint.

### Kritiken
- „Literarischer Amoklauf: McDonells Talentprobe ist zweifellos glanzvoll gelungen.“ – Focus
- „Dieser Debütroman erzählt eine Geschichte, die so schnell ist wie Speed und so erbarmungslos wie Acid.“ – The New York Times
- „McDonell weiß, wie er die Leser dazu bringt, durch die Seiten zu fliegen - das Buch hat einen unentrinnbaren erzählerischen Sog.“ – Newsweek
- „Eine Geschichte über Exzesse und ihre Folgen... Die letzte Szene lässt den Leser betäubt zurück - und neugierig, was dieser hervorragende Autor wohl als nächstes schreiben wird.“ – Publishers Weekly

## Alle Werke
- 2003: Zwölf (Twelve), übersetzt von Thomas Gunkel, Kiepenheuer & Witsch, Köln 2003, ISBN 978-3-462-03228-4.
- Der dritte Bruder (The Third Brother), übersetzt von Thomas Gunkel, Kiepenheuer & Witsch, Köln 2006, ISBN 978-3-462-03731-9.
- 2005: Ein hoher Preis (An Expensive Education), übersetzt von Thomas Gunkel, Berlin Verlag, Berlin 2010, ISBN 978-3-8270-0944-9.
- 2008: Das Ende aller Kampfhandlungen (An Expensive Education), übersetzt von Heike Schlatterer, Berlin Verlag, Berlin 2011, ISBN 978-3-8270-1010-0.
- 2009: Guerre a Harvard
- 2013: Green on Blue
- 2015: White City
- 2016: The Civilisation of Perpetual Movement: Nomadism in World Politics